# Pohjoisenvaara
Pohjoisenvaara är en kulle i Finland. Den ligger i Kolari kommun i landskapet Lappland, i den norra delen av landet, 800 km norr om huvudstaden Helsingfors. Toppen på Pohjoisenvaara är 222 meter över havet.
Terrängen runt Pohjoisenvaara är huvudsakligen platt. Trakten runt Pohjoisenvaara är nära nog obefolkad, med mindre än två invånare per kvadratkilometer. Närmaste större samhälle är Kolari kyrkoby, 8,6 km nordväst om Pohjoisenvaara. 